# Fujiwara no Tashi
Fujiwara no Masaruko era l'emperadriu de l'emperador Konoe. Aleshores es va convertir en l'emperadriu de l'emperador Nijō i va ser coneguda com les "dues emperadrius". El seu pare era Tokudaiji Kinyo i la seva mare era Fujiwara no Goshi. El seu pare adoptiu era Fujiwara no Yorinaga i la seva mare adoptiva era Fujiwara no Sachiko. Ella és l'última Gran Emperadriu vídua fins i tot a l'època Reiwa.

## Biografia
Fujiwara no Yorinaga es va casar amb la filla gran de Tokudaiji Saneyoshi, Sachiko (la tia de Tako), i va viure amb la família Tokudaiji a la residència Takakura d'Oimikado, així que va adoptar la filla del seu cunyat, Kinyo, des de petita. El 1142, la filla adoptiva va fer tres anys, i la cerimònia de Manahajime es va celebrar al març, seguida de la cerimònia de Hakamagi a l'agost. El juny de 1148, Yorinaga va demanar a l'emperador Toba que permetés que la seva filla adoptiva es convertís en la consort de l'emperador Konoe, i va rebre la seva aprovació. A l'agost, quan Yorinaga va demanar als seus propers erudits confucians que li proposessin un cognom per a la seva filla adoptiva, el personatge "ta" va ser aclaparador-ament a favor ("Daiki Bekki").
| « | "En la cerimònia del matrimoni, l'amor és el primer. Han intercanviat paraules molts vespres, i l'afecte també es reserva per a la nit. A més, tindran molts descendents, la qual cosa és un signe de la màxima virtut d'una consort", | » |

per aquests motius se li va donar el nom de Takushi i se li va concedir el rang de Tercer Grau Junior. Yorinaga estava fent els preparatius per fer realitat la seva entrada a la Cort Imperial, però al desembre el seu pare, l'espòs de Fujiwara no Tadazane, Minamoto no Shishi, va morir, i la cerimònia de la majoria d'edat de l'emperador Konoe, que s'havia programat per a l'any nou següent, es va cancel·lar i la seva entrada a la Cort Imperial es va ajornar.

## Entrada al Palau Imperial
El 4 de gener de 1150, l'emperador Konoe va celebrar la seva cerimònia de major edat a Higashisanjoden, la residència principal del clan Fujiwara, Fujiwara no Tadamichi era l'assistent oficial i Yorinaga era la perruquera. El 10 del mateix mes, Takiko va entrar a la Cort Imperial i es va convertir en Emperadriu el dia 19. L'emperador Konoe tenia 12 anys i Takiko 11 anys. Tanmateix, al febrer, es van començar a difondre rumors que la filla de Fujiwara no Iemoto, Teishi (20 anys), entraria a la Cort Imperial. Sorpresa, Yorinaga va demanar immediatament a l'emperador retirat que fes de Takiko l'emperadriu, però no va rebre una resposta clara. Quan Tadamichi va adoptar Terushi, va demanar a l'emperador del claustre, dient: 
| « | "La filla de qualsevol persona que no sigui el regent no pot arribar a ser emperadriu". | » |

Tadamichi havia adoptat Yorinaga, però després del naixement del seu propi fill, Motozane, va voler que el càrrec de regent passés als seus propis descendents. Yorinaga va demanar ajuda al seu pare biològic, Tadazane, que es trobava a Uji, i quan Tadazane va anar a Kyoto, va mostrar a l'emperador Toba els exemples de la filla de Fujiwara no Michinaga, Jotomon'in, i les filles dels no regents (la filla de Fujiwara no Michisuke, Yasushi, i les emperadries de Fujiwara no van ser adoptades, i l'emperadriu de Fujiwara havia estat l'ordre d'adoptar a Mizan, Kenneshi). Yorinaga per enviar una carta a la mare de l'emperador Konoe, Bifukumon'in, amb una petició. Yorinaga va dubtar perquè sempre havia menyspreat Bifukumon'in, que era un antic Shodaifu (un alt funcionari de la Cort Imperial), però Tadazane el va persuadir dient que ella "ja era la mare de la nació" (Daiki).

Quan Terushige va ser ascendida a Tercer Grau Júnior i la seva entrada a la Cort Imperial era imminent, Yorinaga va declarar: 
| « | "Si Terushige esdevé emperadriu abans que Takuko, em retiraré del món", | » |

i Tadazane va demanar persistentment a l'Emperador del Claustre que Takuko fos emperadriu, i el 14 de març, Takuko es va convertir en emperadriu. El seu pare, Kin'yō, va ser nomenat camarlenc de l'emperadriu, i el fill de Yorinaga, Fujiwara no Kanenaga, va ser nomenat Gon-daifu. Seguint l'exemple de Takiko, Terushi també va entrar a la Cort Imperial el 21 d'abril i va ser nomenada emperadriu i emperadriu consort el 22 de juny. Aquest incident va fer que la relació entre Tadamichi i Yorinaga fos irreparable. Bifukumon'in esperava que la Teiko parís aviat. L'any 1152, Teruko va mostrar signes d'embaràs, però va resultar ser un fals embaràs provocat per les expectatives dels que l'envoltaven, i l'enrenou va acabar en va.

## Mor l'emperador Konoe
L'emperador Konoe, de mala salut, va morir el juliol del segon any de Kyuju (1155). Takiko vivia aïllada a Konoegawara. A la Rebel·lió de Hogen el 1156, el pare adoptiu de Tokudaiji, Yorinaga, va ser derrotat i assassinat, però la família Tokudaiji no es va veure afectada negativament perquè ja havien abandonat la facció de Yorinaga, el seu avi, Saneyoshi, s'havia convertit en el Tutor del príncep hereu, el príncep Imperial Yorinaga. I el príncep imperial Yorinag.ko, havia entrat a l'harem de l'emperador Go-Shirakawa. L'octubre de 1156, Yoshiko es va convertir en l'emperadriu vídua de Go-Shirakawa i Terushi es va convertir en l'emperadriu vídua, i així Takushi es va convertir en l'emperadriu vídua, i el febrer de 1158, quan la princesa Toshi es va convertir en emperadriu, Terushi es va convertir en l'emperadriu vídua, i així Takushi es va convertir en la gran emperadriu vídua.

## Re-entrada
El gener del primer any de l'era Eiryaku (1160), a petició ferma de l'emperador Nijō, Takiko va entrar de nou a l'harem de l'emperador (segons els "Teinohennenki" (Annals de la vida de l'emperador) el 26 de gener). Tenia 21 anys. Aquesta és l'única vegada a la història que una antiga emperadriu s'ha tornat a casar més tard amb un altre emperador. (Ikashikinome no Mikoto havia estat l'esposa d'un altre emperador abans de convertir-se en emperadriu.) Takiko era molt estimada per l'emperador Nijō, però no era el seu desig tornar a la Cort Imperial. Al capítol "Segona emperadriu" de "The Tale of the Heike", ella lamenta el fet que no es va convertir en monja quan l'emperador Konoe va morir, i es diu que va compondre un poema: 
| « | "Tot i que en les meves circumstàncies doloroses, he tornat una vegada més al palau per contemplar la mateixa lluna que en el passat..." | » |

No obstant això, l'entrada de Takiko a la Cort Imperial va ser un esdeveniment inusual, que es va produir immediatament després del final de la Rebel·lió Heiji, i és difícil imaginar que Bifukumon'in, la tutora de Nijo, i els seus propers ajudants Fujiwara no Tsunemune i Fujiwara no Korekata no estiguessin involucrats en l'assumpte, tant a l'emperador Toba com a l'emperador Konoe).

## Mor l'emperador Nijō
El juliol del primer any de l'era Eiman (1165), l'emperador Nijō va morir als 23 anys. Takiko es va convertir en monja el desembre del mateix any. Segons el Tale of the Heike, el mateix mes, el segon fill de Go-Shirakawa, el príncep Mochihito, va tenir la seva cerimònia de majoria d'edat al palau de Konoe-gawara a Takiko. Atès que el príncep Mochihito era el fill adoptiu de la quasi -mare de l'emperador Nijō, l'emperador Hachijō-in, és possible que la seva cerimònia de la majoria d'edat tingués el suport de l'antiga facció pro-Nijō, que s'oposava a Go-Shirakawa i al clan Taira.
La família Tokudaiji era una figura central en el món de la poesia, ja que Saigyo els havia servit abans de convertir-se en monjo. La mare de Tako, Goshi, també era de la família Mikohidari, de la qual provenien Fujiwara no Shunzei i Fujiwara no Teika i el seu fill, i a causa de la influència de l'herència de la noblesa cultural dels seus pares, Tako també era coneguda com una hàbil cal·lígraf, pintor, koto i jugador de biwa. Els que van servir al seu voltant, com l'instructor en cap de la Gran Emperadriu vídua del Palau Fujiwara no Kiyosuke i l'instructor en cap de la Gran Emperadriu vídua Taira no Tsunemori, també eren molt considerats com a poetes. Després, va resar per les ànimes dels dos emperadors i va morir el primer any de l'era Kennin (1201) als 62 anys.